# Taison
Taison Barcellos Freda, mer känd som bara Taison, född 13 januari 1988 i Pelotas, är en brasiliansk fotbollsspelare som spelar för Internacional.

## Klubbkarriär
Den 16 april 2021 meddelade Internacional att Taison återvände till klubben och att han skrivit på ett kontrakt fram till 2023.

## Landslagskarriär
Den 6 september 2016 debuterade Taison för Brasiliens landslag i en 2–1-vinst över Colombia, där han blev inbytt i den 86:e minuten mot Gabriel Jesus.

## Meriter
Sjachtar Donetsk
- Premjer-liha: 2012/2013, 2013/2014
- Ukrainska cupen: 2012/2013
- Ukrainska supercupen: 2013, 2014